# Ulisse (opéra)

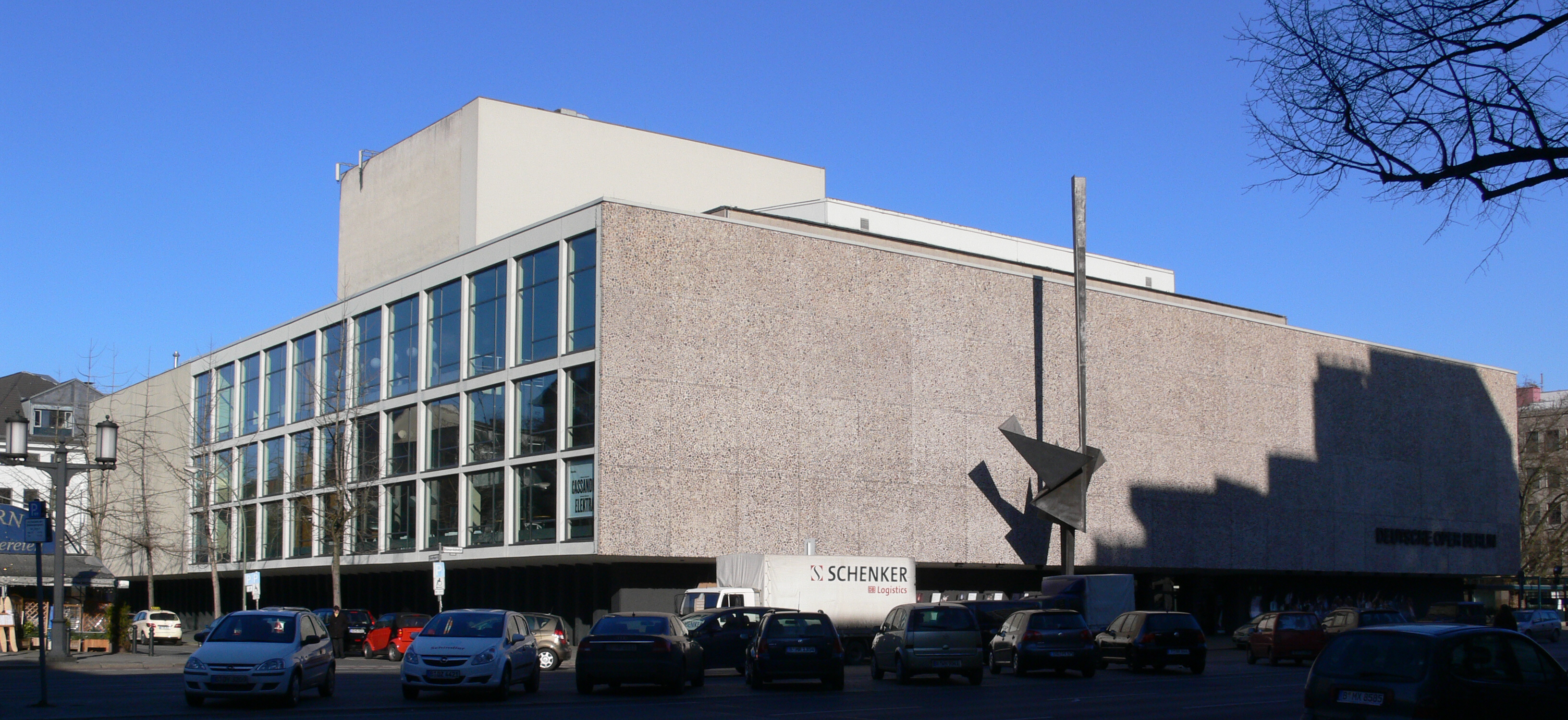
Lieu de création de Ulisse en 1968 : le Deutsche Oper à Berlin

Ulisse (Ulysse) est un opéra en un prologue et deux actes de Luigi Dallapiccola sur un livret du compositeur d'après l'Odyssée d'Homère et des textes de Dante et Pascoli. Il est créé en version allemande le 29 septembre 1968 au Deutsche Oper de Berlin sous la direction de Lorin Maazel avec Erik Saedén (en), José van Dam, Catherine Gayer, Jean Madeira, Hildegard Hillebrecht.

## Rôles
- Ulisse – baryton
- Calypso – soprano
- Nausicaa – soprano
- Roi Alcinous – basse
- Demodocus – ténor
- Circé – mezzo-soprano
- La mère d'Anticlea – soprano
- Tiresias – ténor
- Pisandro – baryton
- Antinous – baryton
- Eurimaco – ténor
- Melanto – mezzo-soprano
- Eumeo – ténor
- Telemaque – contralto
- Penelope – soprano
- Ancella 1 – soprano
- Ancella 2 – contralto

## Argument
Dans le prologue, Calypso se souvient d'Ulysse, qui l'a abandonnée pour poursuivre sa quête. Celui-ci débarque sur l'île où Nausicaa l'attend pour le conduire à son père, le roi Alcinoos. 
Dans l'acte I, Démodocos, aède à la cour d'Alcinoos, chante des épisodes de la vie d'Ulysse, considéré comme mort. Celui-ci paraît, et raconte sa rencontre avec les Lotophages (scène 2), puis avec Circé (scène 3). Il descend ensuite aux Enfers et parle aux Cimmériens sur lesquels "pèse une nuit de mort", puis à Anticlée, sa mère, et enfin au devin Tirésias (scène 4). 
Dans l'acte II, les prétendants de Pénélope (Antinoos, Pisandre et Eurymaque) attendent le retour de Télémaque pour l'assassiner. Ulysse paraît vêtu en mendiant. Le porcher Eumée l'accueille avec courtoisie, sans le reconnaître tout à fait. Télémaque arrive et ne le reconnaît pas du tout. Dans la scène 2, Mélanthe, une courtisane, met Antinoos en garde contre le vieillard qui se trouve là : Antinoos lui répond que "Cette épave n'est pas un homme." Ulysse constate qu'il est passé de "Ulysse le héros, Roi d'Ithaque" à "Personne". La scène 3 est celle du banquet : Antinoos se fait apporter l'arc d'Ulysse. Soudain Télémaque paraît, puis Ulysse se redresse, envoie Eumée pendre Mélanthe et abat les prétendants. Pénélope, dont on a entendu depuis un long moment la mélopée appelant au retour d'Ulysse, paraît enfin sur scène. Ulysse et Pénélope se reconnaissent et se regardent intensément. 
Dans la dernière scène, une longue aria, Ulysse a repris la mer : Circé a eu raison quand elle lui a dit "A Ithaque, ton cœur tourmenté cherchera en vain la paix, et pourtant il te poussera sur la vaste mer... encore et toujours... jusqu'au dernier jour." Il est toujours poursuivi par ses monstres, comme Circé l'avait dit : "Tu n'aurais jamais rencontré, Ulysse, ni les Cyclopes ni les Lestrygons, si tu ne les avais pas déjà eus dans ton cœur. [...] Ton cœur, dont je connais les replis même les plus secrets, renferme d'autres monstres qui surgiront des flots contre toi..." Ulysse constate que malgré tout ce qu'il a vécu, il n'a pas compris encore "ce qui justifierait cette vie, cette longue errance". Il songe qu'il a souvent interrogé les astres, en vain. Puis il se demande, à leur sujet, "Quand la courbe que vous parcourez a-t-elle été tracée et comment ?"
Alors, dans les derniers instants de l'opéra, Ulysse découvre Dieu dans une soudaine illumination : "Seigneur ! (apaisé)  Ils ne sont plus seuls, mon cœur et la mer!"

## Sources
- John Warrack guide de l'Opéra éd.Fayard 1986 p.866
- Casaglia, Gherardo, "Dallapiccola", Almanacco Amadeus. Accessed 24 June 2009.
- Gelli, Piero (ed.), "Ulisse", Dizionario dell'Opera, Baldini Castoldi Dalai, 2007,  (ISBN 88-6073-184-4). Accessed online 16 March 2009
- Shirley, Wayne, Luigi Dallapiccola's Sketch for Ulisse, The Moldenhauer Archives, Library of Congress
- John Warrack et West, Ewan, "Dallapiccola, Luigi", The Concise Oxford Dictionary of Opera, 1996. Accessed online via subscription 25 June 2009